# Глядково
Гля́дково (рос. Глядково) — присілок у складі Великоустюзького району Вологодської області, Росія. Входить до складу Юдинського сільського поселення.

## Населення
Населення — 19 осіб (2010; 14 у 2002).
Національний склад (станом на 2002 рік):
- росіяни — 50 %
- українці — 29 %